# Josep Cortada Anoll
Josep Cortada Anoll (Terrassa, 1 de gener de 1928 - 21 d'abril 2020) va ser un religiós i clergue catòlic català.
Ingressà al Seminari Conciliar de Barcelona l'any 1945 i fou ordenat sacerdot el 23 de maig de 1959, a l'Església dels Pares Carmelites, A.O., de Barcelona. El mateix any 1959 fou coadjutor de la parròquia de Sant Baldiri de Llobregat de Sant Boi de Llobregat. Va participar en la històrica manifestació de capellans de 1966 que va tenir lloc l'11 de maig de 1966 davant de la "Jefatura Superior de Policía", situada a la Via Laietana de Barcelona, que finalitzà amb una brutal intervenció policial. El 1961 es convertí en coadjutor de la parròquia de Sant Paulí de Nola de Barcelona, i el 1966 de la parròquia de Sant Pere de Gavà. L'any 1969 va ser nomenat rector de la parròquia de Sant Genís de Pacs del Penedès. De 1980 a 1984 fou el rector de la parròquia de Sant Valentí de les Cabanyes i de 1996 a 2008 rector de la parròquia de Santa Maria de Vallformosa de Vilobí del Penedès. Va exercir el càrrec de rector de Sant Genís de Pacs del Penedès, que inclou els centres de culte de La Bleda i Can Lleó del municipi de Sant Martí Sarroca, fins al moment de la seva jubilació canònica, el setembre de 2011. En els darrers anys va viure a la Residència Inglada Via, de Vilafranca del Penedès, on durant anys va prestar assistència pastoral i espiritual. El 2020, poc abans de la seva mort, va donar positiu a les proves de covid-19 que li van fer, tot i que no va patir cap símptoma, però a poc a poc es va anar apagant fins al final dels seus dies.